# رودولف ديزل
رُودُلْف كِرِسْتِيان كارِل دِيزَل (بالألمانية: Rudolf Christian Karl Diesel؛ 1858–1913 مـ) هو مخترعٌ ومهندسٌ ميكانيكيٌّ عُرِفَ باختراعِه لمُحَرِّكٍ يحملُ اسمَه. وُلِدَ في باريس، واختفى ليلةَ 30 سبتمبر 1913 في أثناءِ عبورِه لبحرِ الشمال.
قام رودلف بتطوير آلة متحركة تستخدم الزيت وقودا لها. وغالبا ما يفضَّل محرك ديزل على محرك البترول بسبب سهولة التصميم وتوفير الوقود. ولقد زاد كثيرا من فعالية الصناعة والنقل.

## حياته
وُلِدَ رودلف ديزل يومَ 18 مارس 1858 في باريسَ بفرنسا من أبوينِ مهاجرينِ يعيشانِ في فرنسا. أبوه، ثِيُودُور ديزل، الذي يعملُ مُجَلِّدًا، كانَ قد تركَ مسقطَ رأسِه أَوْكِسْبُرْج في عام 1848.
تلقى تعليمه الفني في ميونك. وأصبح مهتما بتصميم محرّك أكثر فعالية من المحرك البخاري والغازي. منذ طفولته أظهر رودلف نبوغاً وحباً شديداً للمكانيك. وعلى ضوء ذلك قرر أن يصبح مهندساً منذ سن الرابعة عشرة من عمره. وفي سن الثانية عشرة حصل على جائزة من إحدى المؤسسات الفرنسية مكافأة له على تفوقه في الدراسة. كان والدا ديزل فقيرين جداً مما حتم عليه مساعدتهما منذ نعومة أظفاره.لكن الوالد الذي حرص على موهبة وفطنة ابنه أرسله إلى أحد أقاربه في ألمانيا. وهناك التحق بالمدرسة الصناعية في مدينة أوكسبرج. بعد أوكسبرج التحق ديزل بجامعة ميونيخ للعلوم التطبيقية. هناك بدأ فصلاً جديداً من حياته تمثل بتحقيق حلمه في دراسة الميكانيك والتفوق فيه.
وبعد تخرجه منها عاد إلى باريس مسقط رأسه ليبدأ حياته المهنية في فرنسا كمدير لفرع شركة ليند لآلات التجميد هناك. وفي العاصمة الفرنسية قدم سلسلة ابداعات وحصل على براءات اختراع فيها. ومن أبرز اختراعاته تطوير آلات التجميد البخارية التي كانت تستعمل آنذاك في صناعة الجليد. أسس عمله على نظرية المحركات الحرارية وتصاميم المهندسين الآخرين1892 واستكمل وشغّل أول محرك ديزل له عام 1897. أسس أيضا مصنعا لتصنيع محركات الديزل.
ولكن رغم نجاحاته واختراعاته إلا أن ديزل لم يكن دائماً سعيداً وموفقاً في حياته، فمنذ أن كان شاباً يعمل في باريس كان يواجه المشاكل والصعوبات. وإلى جانب اهتمامه بالميكانيك والاخترع، أراد أن يصبح رجل أعمال ويدخل عالم المال والبورصة، ولكنه لم يوفق في ذلك ولم يلق النجاح الذي لاقاه في عالم الميكانيك، مما ألحق به خسائر مالية فادحة وتراكمت عليه الديون وأصبح في أزمة سببت له الكثير من المشاكل والقلق. هذا بالإضافة إلى المرض والنزاعات القضائية. في ليلة 29 سبتمبر/ أيلول 1913 كان ديزل مسافراً بالسفينة من بلجيكا إلى إنكلترا للمشاركة في تدشين معمل جديد لمحركات الديزل. لكنه لم يصل إلى هدفه ولم يشارك في حفل التدشين، حيث لم يعثر له على أثر في مقصورته صباح اليوم التالي. توفي 29 سبتمبر عام 1913 مما يرجح أنه قد انتحر برمي نفسه من على ظهر السفينة في البحر، ليموت غرقاً في مياه بحر الشمال وينهي حياته بطريقة مأساوية.

## وصلات خارجية
- رودولف ديزل على موقع الموسوعة البريطانية (الإنجليزية)
- رودولف ديزل على موقع إن إن دي بي (الإنجليزية)
- رودلف ديزل - مؤسسة دويتشه فيله